# Harald Arnkværn
Harald Arnkværn (Oslo, 5 de febrero de 1939) es un abogado y empresario noruego.

## Biografía
Nació en Oslo. Terminó su educación secundaria en 1957 y obtuvo el grado de cand.jur. en 1964. Fue juez suplente en el Tribunal de Distrito de Ringerike de 1964 a 1965, luego abogado junior de 1965 a 1972 con una licencia de estudio en la Facultad de Derecho de la Universidad de Illinois de 1967 a 1968. Obtuvo la licencia de abogado en 1966 y fue abogado (con acceso a casos ante el Tribunal Supremo de Noruega) a partir de 1972.
Trabajó en Christiania Spigerverk de 1965 a 1974 y en Den norske Creditbank de 1974 a 1988. En 1988 fue director ejecutivo interino de DnC. Luego continuó su carrera como abogado en la firma de abogados Haavind Vislie.
Sucedió a Knut Rasmussen como presidente del consejo de supervisión en UNI Storebrand en 1992. También ha sido presidente de Christiania Bank og Kreditkasse de 1996 a 2001, Kværner, Vinmonopolet, Schøyen Gruppen, el Instituto Noruego de Garantía de Créditos a la Exportación, Fjellinjen, A. Falkenberg Eftf. y Afas. Se convirtió en líder del consejo corporativo del Grupo Orkla en 2001.